# Tuffi ai XII Giochi panamericani
Le competizioni di tuffi ai XII Giochi panamericani si sono svolte a Mar del Plata, in Argentina, dall'11 al 26 marzo 1995.

## Risultati

### Uomini
| Evento                     | Oro             | Perform. | Argento         | Perform. | Bronzo          | Perform. |
| Trampolino 1m (dettagli)   | Dean Panaro     |          | Fernando Platas |          | Abel Ramírez    |          |
| Trampolino 3m (dettagli)   | Fernando Platas |          | Mark Bradshaw   |          | David Bedard    |          |
| Piattaforma 10m (dettagli) | Fernando Platas |          | Juan Acosta     |          | Patrick Jeffrey |          |

### Donne
| Evento                     | Oro             | Perform. | Argento         | Perform. | Bronzo          | Perform. |
| Trampolino 1m (dettagli)   | Mayte Garbey    |          | Annie Pelletier |          | Catherine Zarse |          |
| Trampolino 3m (dettagli)   | Annie Pelletier |          | Melisa Moses    |          | Bobbi McPherson |          |
| Piattaforma 10m (dettagli) | Anne Montminy   |          | Angela Trostel  |          | Rebecca Ruehl   |          |

## Medagliere
| Posizione | Nazione     | Oro | Argento | Bronzo | Totale |
| --------- | ----------- | --- | ------- | ------ | ------ |
| 1         | Messico     | 2   | 2       | 0      | 4      |
| 2         | Canada      | 2   | 1       | 2      | 5      |
| 3         | Stati Uniti | 1   | 3       | 3      | 7      |
| 4         | Cuba        | 1   | 0       | 1      | 2      |
| Totale    | Totale      | 6   | 6       | 6      | 18     |